# Němčany
Němčany är en ort i Tjeckien.   Den ligger i regionen Södra Mähren, i den östra delen av landet, 210 km sydost om huvudstaden Prag. Němčany ligger 228 meter över havet och antalet invånare är 717.
Terrängen runt Němčany är platt norrut, men söderut är den kuperad. Němčany ligger nere i en dal. Runt Němčany är det ganska tätbefolkat, med 124 invånare per kvadratkilometer. Närmaste större samhälle är Vyškov, 14,1 km norr om Němčany. Trakten runt Němčany består till största delen av jordbruksmark.